# 심도원계획
《심도원계획》(중국어 간체자: 心跳源计划, 정체자: 心跳源計劃, 병음: Xīn tiào yuán jì huà 신탸오위안지화[*])은 2021년 방송되었던 중국의 드라마이다. 국내 OTT 서비스인 비플릭스에서 감상할 수 있다. 바로가기

## 소개
- 국내 의약그룹 소스 코드 실험실의 핵심연구원인 여성 과학자와 그녀의 과학 연구 성과를 뺏으려는 브로커의 이야기를 그린 드라마

## 등장 인물
- 빅토리아 - 추자닝 역
- 라운희 - 주소산 역
- 쉬카이청 - 친빈 역
- 정일일 (丁一一) - 추자심 역
- 쑨자위 - 모리 역
- 장설명 (蒋雪鸣) - 완문조 역
- 장신광 (Morni Chang) - 추야오밍 역
- 수준파 (隋俊波) - 소천 역
- 녕효지 (宁晓志) - 차즈차이 역
- 차이야퉁 - 쉬치엔야 역
- 룽정쉬안 - 방란 역
- 왕연혜 (王渊慧) - 주주 역
- 양자화 (杨子骅) - 황종 역
- 임전원 (林田媛) - 쉬에샤오샤오 역
- 양청 (杨青) - 안량위 역

## 참고 사항
- 극중 추자닝과 주소산 역을 맡은 빅토리아와 라운희는 상고정가 이후 4년만에 재회하였다
- 당초 아이치이에서 공개하려고 했는데 장쑤 위성 텔레비전에서 방송이 확정되었고 첫방송은 7월 22일 이다